# دیمین تیکیر
دیمین تیکیر (انگلیسی: Damien Tixier؛ زادهٔ ۲۳ ژوئن ۱۹۸۰) بازیکن فوتبال اهل فرانسه است.
از باشگاه‌هایی که در آن بازی کرده‌است می‌توان به باشگاه فوتبال ناوال، باشگاه فوتبال لو آور، باشگاه فوتبال آکادمیکا، باشگاه فوتبال لانس، باشگاه فوتبال نانت، و باشگاه فوتبال لیریا اشاره کرد.